# Fontaine de la Prison
La fontaine de la Prison (italien : Fontana del Prigione) est située à Rome, dans le quartier du Trastevere.

## Histoire et emplacements
Achevée en 1587, la restauration de l'ancien Aqueduc Alessandrino, appelé depuis “l'Acqua Felice”, du nom du pape Sixte V, Felice Peretti, a conduit à des travaux afin d'assurer l'approvisionnement en eau des zones de collines du Viminal et du Quirinal, mal desservis. Cela a donc conduit à la construction d'un certain nombre de fontaines. En plus de celles construites dans les lieux publics, il y en avait aussi quelques-unes, comme celle-ci, faites sur des possessions privées.
Elle a été en effet commandée directement par le pape Sixte V à Domenico Fontana, quand il était encore cardinal Peretti. Le pape se l'est fait construire pour sa villa sur l'Esquilin (dans la zone située entre la basilique de Santa Maria Maggiore et les actuelles rues Merulana, Marsala et Viminale). Construite entre 1587 et 1590, la fontaine a été démontée à la fin du XIXe siècle, à l'occasion de la destruction de la villa nécessaire pour achever les quartiers résidentiels de la nouvelle capitale de l'Italie, et la première gare de Termini. Achetée en 1888 par la Municipalité de Rome, elle a été remontée en 1894-95 comme décor de fond sur la nouvelle via Genova. Avec la construction du palais du Viminal, le bas de la via Genova a été ensuite utilisé comme accès à des garages ou entrepôts du nouveau complexe, c'est pourquoi en 1923 la fontaine a de nouveau été démontée et remontée à l'emplacement qu'elle occupe aujourd'hui.

## Description
Aujourd'hui, l'apparence est pratiquement la même qu'à l'origine. Elle est formée d'une grande niche délimitée par deux pilastres qui soutiennent le fronton décoré de guirlandes et de la tête du lion (symbole héraldique du pape Sixte V). À la base des pilastres, deux petits réservoirs recueillent l'eau qui jaillit de nombreux becs, tandis que la tête d'un lion au centre jette de l'eau dans une vasque située au niveau de la rue, entouré par six petites colonnes. L'ensemble du complexe est entouré par deux piliers latéraux en travertin.
Le nom de “Prison” dérive de la figure en marbre, représentant probablement un prisonnier qui tente de se libérer de la matière, selon la définition qu'en a donnée en 1636 le prince Massimo lorsque la villa devint la propriété de sa famille. La statue faisait partie d'un groupe plus large, comprenant également Apollon et Vénus, placés dans la niche de la fontaine. Le groupe principal Apollon-prisonnier-Vénus a été irrévocablement perdu.
En 2005-2006, la Municipalité a effectué une restauration de l'œuvre.